# Самедоглу, Вагиф
Вагиф Самедоглу (азерб. Vaqif Səmədoğlu; настоящая фамилия Векилов; 5 июня 1939, Баку — 28 января 2025, там же) — азербайджанский поэт, сценарист и драматург, член жюри Национальной книжной премии Азербайджана, заслуженный деятель искусств Азербайджанской ССР (1989), народный поэт Азербайджана (1999), лауреат премии «Хумай». Награждён орденом Честь (Шараф) за активное участие в культурной и общественно-политической жизни Азербайджана., также орденом Шохрет. В 2014 году награждён орденом «Независимость».

## Биография
Вагиф Самедоглу родился 5 июня 1939 года в Баку в семье народного поэта Азербайджана, Самеда Вургуна. Брат народного писателя Азербайджана Юсифа Самедоглу.  Окончил музыкальную школу имени Бюльбюля, затем Азербайджанскую государственную консерваторию имени У. Гаджибекова. Учился в одной школе с Вагифом Мустафазаде, на класс старше.

## Творчество
В начале 1960-х годов выходит его первый литературный сборник. Успешные сборники стихов выходят 1990-е годы.
Поэт, автор пьес, прозы. В 2000—2005 годах был избран депутатом Милли Меджлиса (парламент Азербайджана), являлся членом комиссии по помилованию и азербайджанской парламентской делегации в ПАСЕ.

## Произведения
- «Обручальное кольцо»
- «Человек в зеленых очках»
- «Боже, я здесь…»
- «Далекий зеленый остров»

## Награды
- Орден «Независимость» (5 июня 2014 года) — за особые заслуги в развитии азербайджанской культуры[6]
- Орден «Честь» (4 июня 2009 года) — за активное участие в культурной и общественно-политической жизни Азербайджанской Республики[7]
- Орден «Слава» (5 июня 2004 года) — за заслуги в развитии азербайджанской литературы[8]
- Народный поэт Азербайджана (9 декабря 1999 года) — за заслуги в развитии азербайджанской поэзии[9]
- Заслуженный деятель искусств Азербайджанской ССР (1989)
- Премия «Хумай»
- Персональная стипендия Президента Азербайджанской Республики (2 октября 2002 года)[10]